# 天塩駅

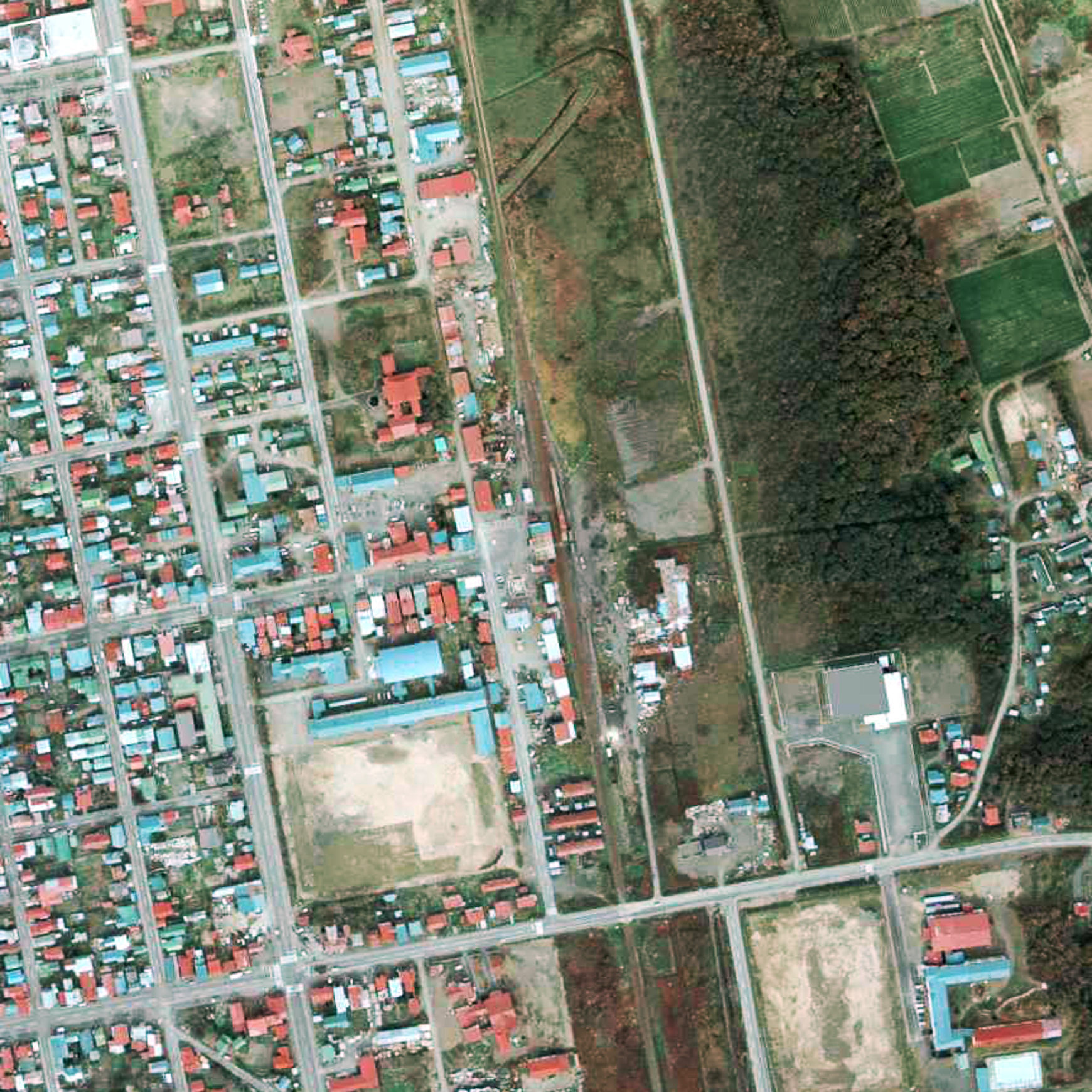
1977年の天塩駅と周囲約750m範囲。上が幌延方面。駅舎は鉄筋コンクリート製で、千鳥状にずれた相対式ホーム2面2線、駅舎横の幌延側に貨物ホームと引込み線、駅裏側に副本線とそこから南へ伸びる留置線を有する。

天塩駅（てしおえき）は、北海道天塩郡天塩町字川口にかつて設置されていた、日本国有鉄道（国鉄）羽幌線の駅（廃駅）である。電報略号はテシ。事務管理コードは▲121628。
1986年（昭和61年）10月まで運行されていた、急行「はぼろ」の停車駅であった。

## 歴史
- 1935年（昭和10年）6月30日 - 鉄道省天塩線の幌延駅 - 当駅間開通に伴い、開業[3]。一般駅[1]。
- 1936年（昭和11年）10月23日 - 当駅 - 遠別駅間延伸開通に伴い、中間駅となる。
- 1949年（昭和24年）6月1日 - 公共企業体である日本国有鉄道に移管。
- 1958年（昭和33年）10月18日 - 天塩線を羽幌線に編入して羽幌線が全通、それに伴い同線の駅となる。
- 1963年（昭和38年） - 駅舎改築。
- 1983年（昭和58年）4月1日 - 貨物の取り扱いを廃止[1]。
- 1984年（昭和59年）2月1日 - 荷物の取り扱いを廃止[1]。
- 1987年（昭和62年）3月30日 - 羽幌線の全線廃止に伴い、廃駅となる[1]。

### 駅名の由来
所在町名より。町名は天塩川に由来する。

## 駅構造
廃止時点で、単式ホーム・島式ホーム（片面使用）複合型の計2面2線を有する地上駅で、列車交換が可能な駅であった。互いのホームは、駅舎側ホーム中央と島式ホーム南側を結んだ構内踏切で連絡した。駅舎側（西側）が下りの1番線、上屋が設置された島式ホーム（東側）が上りの2番線となっていた。島式ホームの外側1線が側線として残っており、そのほか1番線の幌延方から分岐し、駅舎北側の切欠き部分の貨物ホームへの貨物側線を1線有していた。
職員配置駅となっており、駅舎は鉄筋造りで構内の西側に位置し、単式ホーム中央部に接していた。

## 利用状況
- 1981年度（昭和56年度）の1日当たりの乗降客数は405人[5]。

## 駅周辺
- 北海道道551号円山天塩停車場線
- 国道232号（天売国道/日本海オロロンライン）
- 道の駅てしお
- 天塩町役場
- 天塩警察署
- 天塩郵便局
- 稚内信用金庫天塩支店
- 北海道銀行天塩支店 - 2023年10月2日に稚内支店の店舗内店舗として移転[7]
- 北海道天塩高等学校
- 天塩川
- 沿岸バス「天塩」停留所

## 駅跡

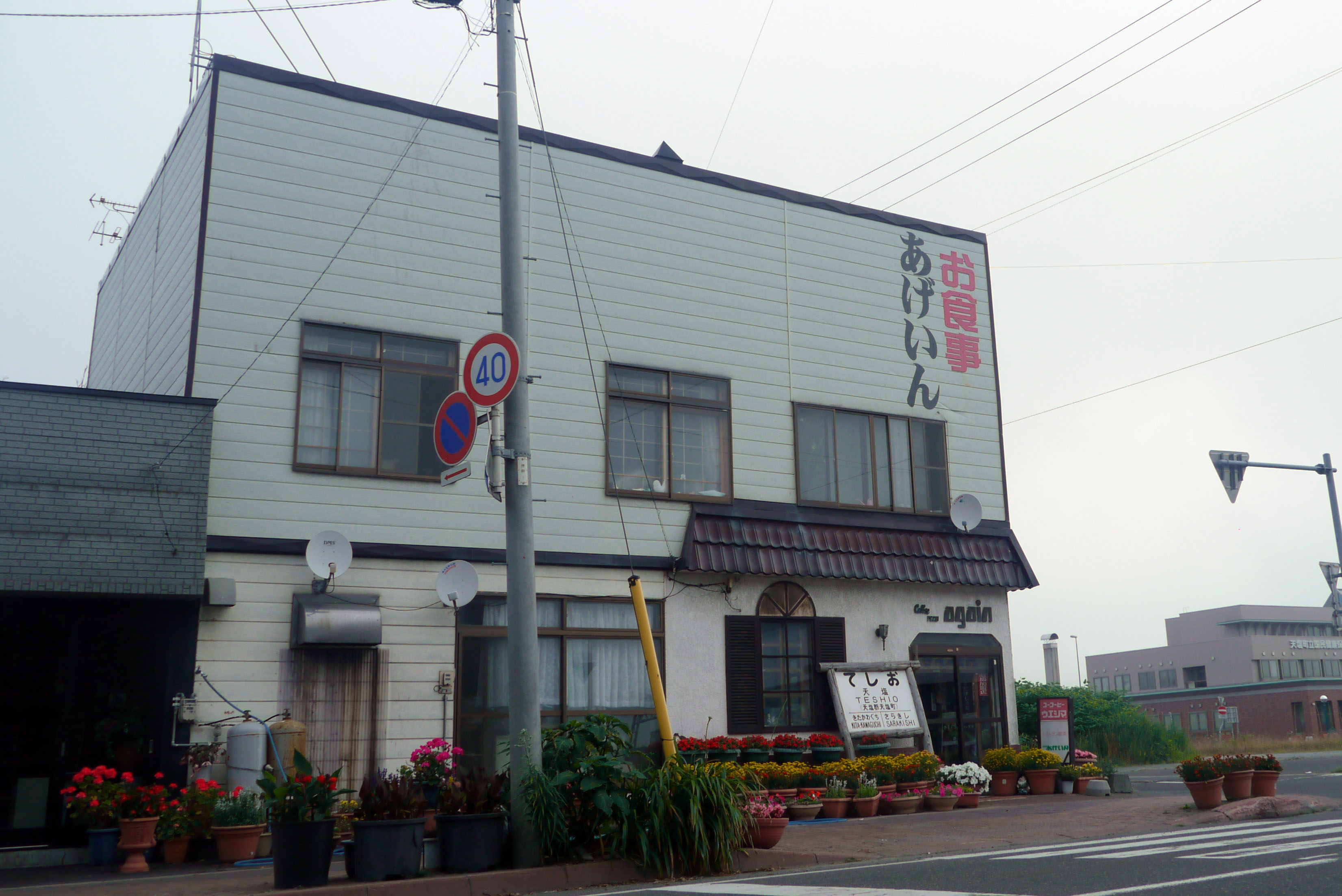
かつての駅前食堂と駅名板

駅は国道232号天塩バイパス沿いの町立国保病院南西端にある、同バイパスの交差点に所在していた。廃止後もしばらくはキヨスクが営業を続けていた。駅付近の線路跡は、同バイパスへの転用の際に整地されてしまったため、駅跡における駅の遺構は皆無であるが、かつて「駅前」食堂だった飲食店の入口に駅名標が展示してある。また、かつての駅前通りである北海道道484号天塩港線沿いには、天塩町農業協同組合や、天塩川歴史資料館（旧天塩町庁舎）、天塩郵便局が軒を連ねており、道道の東の先にかつて駅があったことを偲ばせている。
なお、沿岸バス天塩バス停は天塩川歴史資料館の隣地にあり、道の駅てしおは国鉄天塩駅跡南方200mほどの同バイパス沿いに所在している。

## 隣の駅
北海道旅客鉄道
羽幌線
更岸駅 - <干拓仮乗降場> - 天塩駅 - <中川口仮乗降場> - 北川口駅